# Wang Xueer
Wang Xueer, född 15 januari 1998, är en kinesisk simmare.

## Karriär
Xueer tävlade för Kina vid olympiska sommarspelen 2016 i Rio de Janeiro, där hon blev utslagen i semifinalen på 100 meter ryggsim.